# David Hiler

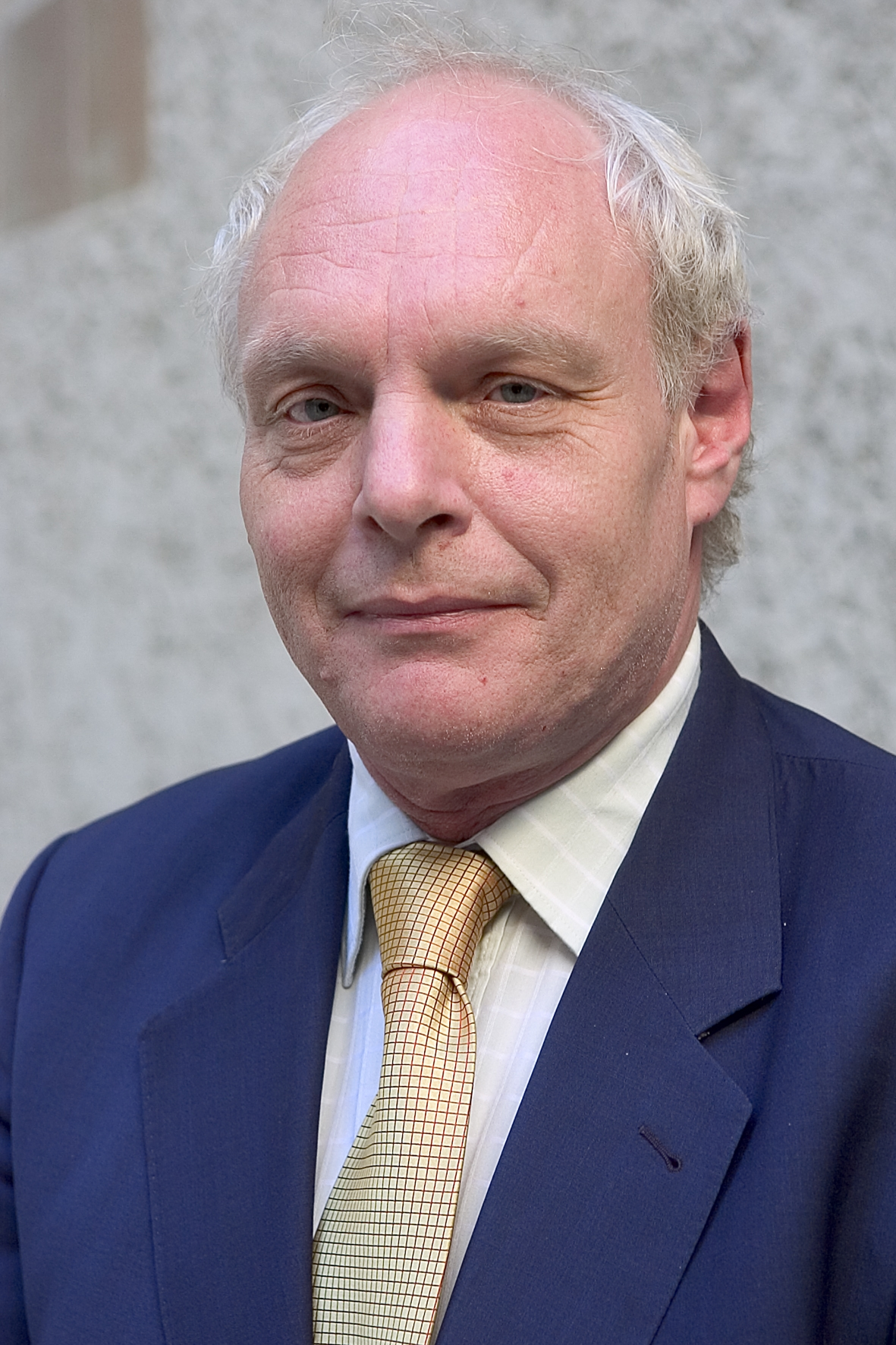
David Hiler

David Hiler (* 18. Juni 1955, heimatberechtigt in Genf und Kappel) ist ein Schweizer Politiker (GPS).
Hiler hat das Lizentiat der Wirtschafts- und Sozialwissenschaften sowie Wirtschaftsgeschichte an der Universität Genf erworben. Später arbeitete er als Lehrer an der Orientierungsstufe und danach als Lehrbeauftragter an der Universität. Heute ist er als Historiker tätig.
Sein erstes politisches Amt war das Gemeinderatsmandat in der Stadt Genf. 1993 wurde er in den Grossen Rat des Kantons Genf gewählt. Bis zu seiner Wahl in den Staatsrat von Genf am 13. November 2005 übte er auch dieses Amt auch aus. Im Staatsrat ist er bis zum 13. Dezember 2013 für das Finanzdepartement zuständig. Im Amtsjahr 2007/08 war er Vize- und 2008/09 Präsident des Staatsrats.
Hiler ist verheiratet und hat drei Kinder. Er wohnt in Genf.